# Tinospora sumatrana
Tinospora sumatrana är en tvåhjärtbladig växtart som beskrevs av Odoardo Beccari. Tinospora sumatrana ingår i släktet Tinospora och familjen Menispermaceae. Inga underarter finns listade i Catalogue of Life.